# Anna van Aumale
Anna van Aumale (1600 - 10 februari 1638) was van 1618 tot aan haar dood hertogin van Aumale. Zij behoorde tot het huis Guise.

## Levensloop
Anna was de dochter van hertog Karel I van Aumale en diens echtgenote Maria, dochter van baron René II van Elbeuf. 
Op 18 april 1618 huwde zij met hertog Hendrik I van Savoye-Nemours (1572-1632). Ter gelegenheid van het huwelijk kreeg Anna van koning Lodewijk XIII van Frankrijk opnieuw het bezit over het hertogdom Aumale, dat in 1595 van haar vader was geconfisqueerd. Anna regeerde samen met haar echtgenoot over dit hertogdom. Na de dood van Hendrik I in 1632 regeerde ze vanaf dan tot aan haar eigen dood over Aumale. 
Anna overleed in februari 1638.

## Nakomelingen
Anna en Hendrik kregen vier zonen:
- Lodewijk (1620-1641), hertog van Genève, Nemours en Aumale
- Frans Paul (1622-1632)
- Karel Amadeus (1624-1652), hertog van Genève, Nemours en Aumale
- Hendrik II (1625-1659), aartsbisschop van Reims en hertog van Genève, Nemours en Aumale